# Benito Cereno (novela)
Benito Cereno (el mismo título en el original) es una novela corta del escritor estadounidense Herman Melville. Primero publicada en tres entregas en Putnam´s Magazine, en 1855, formó parte de libro The Piazza Tales, de 1856, donde, también, aparece el cuento Bartleby, el escribiente.
Melville se basó en la verdadera historia de Benito Cerreño, un capitán español  del Tryal, un barco negrero. Los esclavos se apoderaron del barco, mataron a casi todos los marinos y mantuvieron con vida a un grupo reducido para que los llevara de regreso al África. La rebelión fue frustrada al aparecer el Perseverance, un barco de Massachusetts que comerciaba con pieles de foca australiana a vender en China. Su tripulación dominó a los esclavos, que fueron torturados, llevados a la Capitanía General de Chile (integrada en el Imperio Español) y los cabecillas ahorcados. 
Estos sucesos llegan a Melville a través de las memorias de Amasa Aldano, capitán del Perseverance, publicadas en 1817. Benito Cereno, publicada cinco años antes de la Guerra de Secesión tiene un carácter ambiguo por lo que algunos críticos opinaron que se trata de un relato racista y esclavista. Otros, han tenido la opinión contraria, que es antirracista y abolicionista.  Es difícil saber la intención del autor, pero es posible que nada tenga que ver con la esclavitud y el racismo sino con el Mal. Encarnado en la propia situación y en el esclavo Babo.
La novela fue llevada al cine en 1967, en una producción francesa del mismo nombre, Benito Cereno

## Argumento
En 1799, el Bachelor's Delight, un barco pesquero estadounidense, está anclado en la Bahía de Santa María, en la entonces costa de Bolivia. Su capitán, Amaso Delano ve que se acerca un barco en muy mal estado. Con algunos marinos, va en bote hacia el barco para dar ayuda. 
En el barco, se encuentra con españoles y hombres y mujeres negros que le cuentan haber sufrido toda clase de penurias y que una epidemia mató a la mitad de la tripulación.  
Delano conoce al capitán del San Dominick, Benito Cereno y observa una extraña relación con uno de los esclavos llamado Babo, que nunca se separa de él.
Delano desconoce lo que ocurrió. Babo encabezó una rebelión. Los esclavos mataron a la mitad de la tripulación, incluido al dueño de la nave . Dejaron vivos a los tripulantes necesarios para que los lleven de regreso a África. 
Babo, al avistar al Bachelor's Delight, ideó un plan: adueñarse de ese barco, conseguir un transporte superior y alimentos suficientes. Durante un tiempo, logra tener todo bajo control y dominar por completo a Benito Cereno  
La escena más destacada de la novela: el momento en que Babo afeita a Benito Cereno muestra la manera en que un hombre se impone al otro por el terror. A la vez, el modo en que Delano observa cómo Cereno es afeitado muestra su ceguera para ver lo que está ocurriendo, su racismo y su convicción de que los negros son inferiores.
Cuando Delano abandona el barco, Benito Cereno se arroja al mar pidiendo ayuda y todo queda al descubierto. Babo termina ejecutado sin decir una sola palabra para defenderse. Su cabeza es puesta en un poste.